# Косё (нэнго)
Косё или Косэй (яп. 康正 косё:, косэй) — девиз правления (нэнго) японского императора Го-Ханадзоно, использовавшийся с 1455 по 1457 год.

## Продолжительность
Начало и конец эры:
- 25-й день 7-й луны 4-го года Кётоку (по юлианскому календарю — 6 сентября 1455);
- 28-й день 9-й луны 3-го года Косё (по юлианскому календарю — 16 октября 1457).

## Происхождение
Название нэнго было заимствовано из «Шу цзин» и 38-го цзюаня «Ши цзи»:「平康正直」.

## События
даты по юлианскому календарю
- 1456 год (3-я луна 2-го года Косё) — Асикага Ёсимаса вместе с чиновниками дайдзёкана посетили храм Ивасимидзу[6];
- 1456 год (8-я луна 2-го года Косё) — в возрасте 85 лет скончался отец императора Го-Ханадзоно принц Фусими-но мия Садафуса[6].

## Сравнительная таблица
Ниже представлена таблица соответствия японского традиционного и европейского летосчисления. В скобках к номеру года японской эры указано название соответствующего года из 60-летнего цикла китайской системы гань-чжи. Японские месяцы традиционно названы лунами.
| 1-й год Косё (Деревянная Свинья) | 1-я луна       | 2-я луна*  | 3-я луна  | 4-я луна  | 4-я луна (високосная) * | 5-я луна | 6-я луна* | 7-я луна   | 8-я луна*   | 9-я луна   | 10-я луна* | 11-я луна  | 12-я луна*    |
| -------------------------------- | -------------- | ---------- | --------- | --------- | ----------------------- | -------- | --------- | ---------- | ----------- | ---------- | ---------- | ---------- | ------------- |
| Юлианский календарь              | 18 января 1455 | 17 февраля | 18 марта  | 17 апреля | 17 мая                  | 15 июня  | 15 июля   | 13 августа | 12 сентября | 11 октября | 10 ноября  | 9 декабря  | 8 января 1456 |
| 2-й год Косё (Огненная Крыса)    | 1-я луна       | 2-я луна*  | 3-я луна  | 4-я луна* | 5-я луна                | 6-я луна | 7-я луна* | 8-я луна   | 9-я луна*   | 10-я луна  | 11-я луна* | 12-я луна  |               |
| Юлианский календарь              | 6 февраля 1456 | 7 марта    | 5 апреля  | 5 мая     | 3 июня                  | 3 июля   | 2 августа | 31 августа | 30 сентября | 29 октября | 28 ноября  | 27 декабря |               |
| 3-й год Косё (Огненный Бык)      | 1-я луна*      | 2-я луна   | 3-я луна* | 4-я луна  | 5-я луна*               | 6-я луна | 7-я луна* | 8-я луна   | 9-я луна    | 10-я луна* | 11-я луна  | 12-я луна  |               |
| Юлианский календарь              | 26 января 1457 | 24 февраля | 26 марта  | 24 апреля | 24 мая                  | 22 июня  | 22 июля   | 20 августа | 19 сентября | 19 октября | 17 ноября  | 17 декабря |               |

* звёздочкой отмечены короткие месяцы (луны) продолжительностью 29 дней. Остальные месяцы длятся 30 дней.